# Bannur
Bannur è una suddivisione dell'India, classificata come town panchayat, di 23.190 abitanti, situata nel distretto di Mysore, nello stato federato del Karnataka. In base al numero di abitanti la città rientra nella classe III (da 20.000 a 49.999 persone).

## Geografia fisica
La città è situata a 12° 19' 51 N e 76° 51' 47 E e ha un'altitudine di 653 m s.l.m..

## Società

### Evoluzione demografica
Al censimento del 2001 la popolazione di Bannur assommava a 23.190 persone, delle quali 11.773 maschi e 11.417 femmine. I bambini di età inferiore o uguale ai sei anni assommavano a 2.570, dei quali 1.363 maschi e 1.207 femmine. Infine, coloro che erano in grado di saper almeno leggere e scrivere erano 13.599, dei quali 7.410 maschi e 6.189 femmine.